# Lucio Juárez Ochoa
Lucio Juárez Ochoa  (n. Lima, Perú, 6 de abril de 1953)  es un empresario y político peruano. Fue Alcalde provincial de Chincha entre 2011 y 2014 y alcalde del distrito de Pueblo Nuevo durante 5 periodos entre los años 1990 a 1998 y 2003 a 2010.

## Biografía
En 1989 se inicia su  actuación política postulando a la alcaldía distrital de Pueblo Nuevo, ganando la elección para el período 1990-1992, siendo reelecto en los 2 periodos siguientes: 1993-1995 (postulando por el Movimiento Unión Popular Chinchana) y 1996-1998 (postulando por el Movimiento Chincha al Desarrollo). En elecciones regionales y municipales del Perú de 2002 postula nuevamente a la alcaldía distrital de Pueblo Nuevo por Unión por el Perú, siendo electo Alcalde de dicho distrito, para el periodo 2003-2006, siendo reelecto para el periodo 2007-2010, por el Movimiento Integración Chinchana.
En febrero del 2010 anuncia su postulación a la elección para Alcalde provincial de Chincha por el Movimiento Alianza Regional Independiente, logrando ganar la alcaldía para el período 2011-2014.
Actualmente se encuentra impedido de ocupar cargo público por sentencia en delito doloso.